# Kamień Pomorski
Kamień Pomorski [ˈkamʲɛɲ pɔˈmɔrski], (tyska: Cammin in Pommern, äldre svenskt namn Kammin) är en stad i nordvästra Polen, belägen vid sundet Dziwna. Staden utgör huvudort i distriktet Powiat kamieński i Västpommerns vojvodskap och är administrativt en kombinerad stads- och landskommun. Tätorten har 9 144 invånare och hela kommunen 14 546 invånare (2013).

## Geografi
Staden ligger i den nordvästra delen av Västpommerns vojvodskap i nordvästra Polen, i det historiska landskapet Hinterpommern. Stadskärnan ligger på en höjd vid Zalew Kamieński, en bodden som här bildar en utvidgning av sundet Dziwna. Sydväst om staden ligger Chrząszczewoön i sundet. Avståndet till Östersjön och badorten Dziwnów är omkring 10 kilometer, och närmaste storstad, Szczecin, ligger omkring 70 kilometer söderut.

## Historia
År 1107 omnämns en västslavisk befästning på platsen. I början av 1100-talet erövrades Pommern av den polske fursten Boleslav III, och kristnandet av Pommern inleddes under ledning av biskopen Otto av Bamberg. Orten Cammin omnämns för första gången i skrift 1124, då Otto av Bamberg missionerade på platsen, och han gjorde en ny missionsresa hit 1128, då med understöd av kejsaren  Lothar III. Den pommerske hertigen Vartislav I hade staden som sitt residens mellan 1121 och 1135.
1175 grundades biskopsdömet Cammin av Henrik Lejonet, med Konrad I av Salzwedel som förste biskop. Hertigen Kasimir I av Pommern lät omkring samma tidpunkt uppföra stadens Johanneskatedral. År 1273 förstördes den pommerska bosättningen av trupper från markgrevskapet Brandenburg, och 1274 grundades en ny stad på samma plats av lågtyska bosättare under hertigen Barnim I av Pommern, som gav staden stadsrättigheter enligt lybsk rätt. Staden skadades i kriget mellan Pommern och Brandenburg 1308 men återuppbyggdes med hjälp av brandenburgskt skadestånd. 1321 sålde de pommerska hertigarna staden till biskop Konrad IV av Cammin, så att staden därigenom fick biskopen som länsherre. 
År 1535 infördes reformationen i Pommern och det sekulariserade biskopsdömet kom därmed i de pommerska hertigarnas ägo. Efter trettioåriga kriget tillföll större delen av biskopsdömet Cammin kurfurstendömet Brandenburg i Westfaliska freden 1648, medan staden Cammin tillföll Sverige som del av Svenska Pommern. 1679 blev även staden brandenburgsk genom freden i Saint-Germain, och blev 1701 tillsammans med Brandenburg del av kungadömet Preussen.
Efter Wienkongressen blev staden 1815 del av provinsen Pommern, från 1818 som huvudort i Landkreis Cammin. 1845 grundades stadens första tidning, från 1848 kallad Allgemeine Pommersche Zeitung. Under det tyska kejsardömet 1871-1918 var staden ett starkt konservativt politiskt fäste. Staden blev kurort 1882 och fick järnvägsförbindelse till Stettin 1892.
Stadens hamn nyttjades huvudsakligen av mindre fartyg, då sundets mynning var för grund för havsgående fartyg.

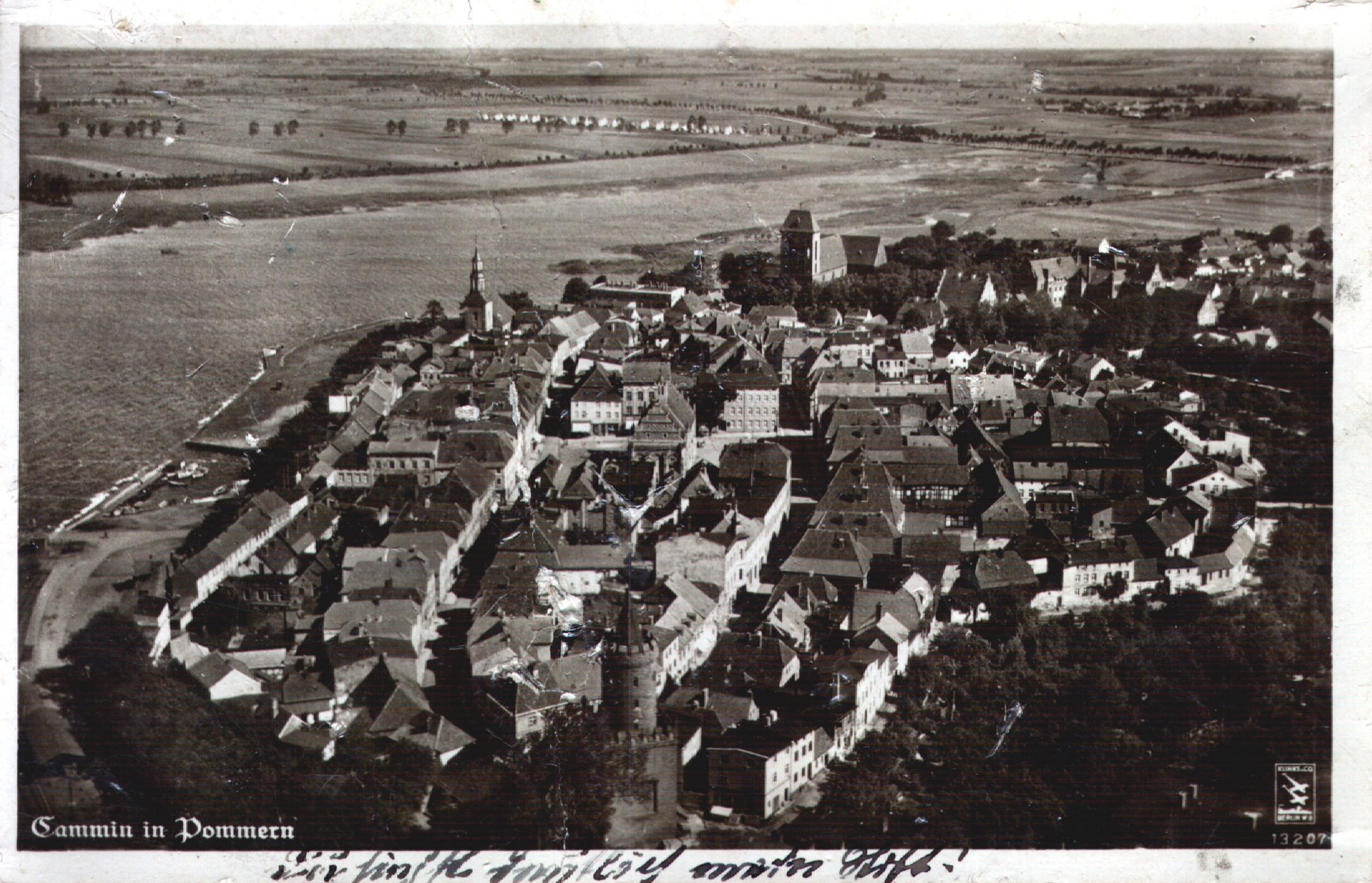
Flygfoto över Cammin 1941.

Under andra världskriget inkvarterades evakuerade invånare från Lünen i Cammin. Staden intogs av Röda armén under hårda strider 5-6 mars 1945, då omkring 60 procent av staden förstördes. De kvarvarande tysktalande invånarna tvångsförflyttades över gränsen efter krigsslutet, efter att staden tillfallit Polen genom Potsdamöverenskommelsen. Staden döptes av de polska myndigheterna om till Kamień Pomorski och återbefolkades gradvis av polska flyktingar från andra delar av Polen och de sovjetiska områdena öster om Curzonlinjen.
Under efterkrigstiden grundade den polska marinen ett utbildningscentrum i staden. Ett omfattande återuppbyggnadsprogram genomfördes under 1960-talet, då stadskärnan byggdes upp och moderna bostadsområden byggdes i utkanten av staden. 
2009 inträffade en brandkatastrof i staden då ett boende för hemlösa brann, med 21 dödsoffer och många skadade.

## Kultur och sevärdheter

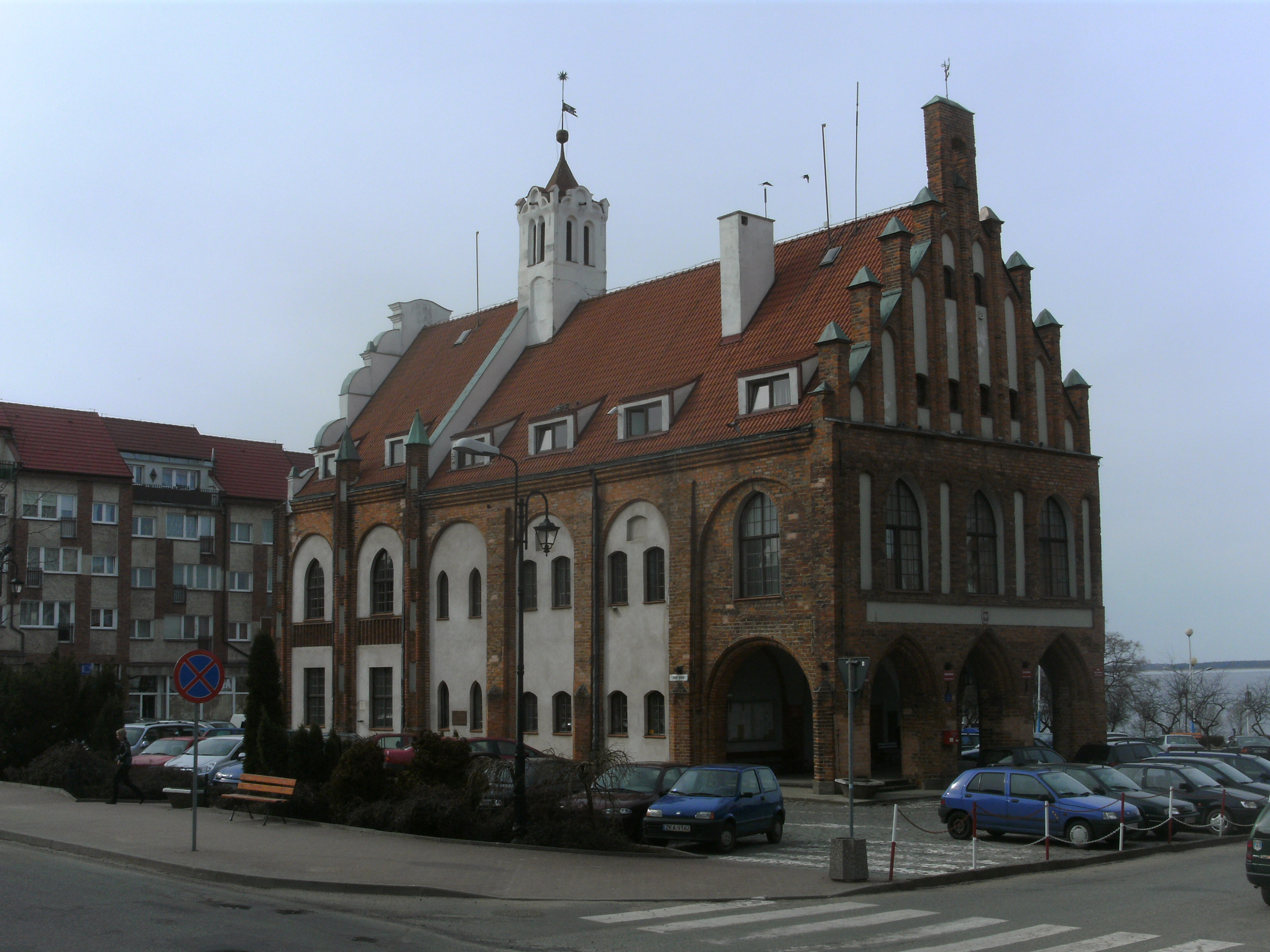
Det medeltida rådhuset, uppfört omkring 1350.

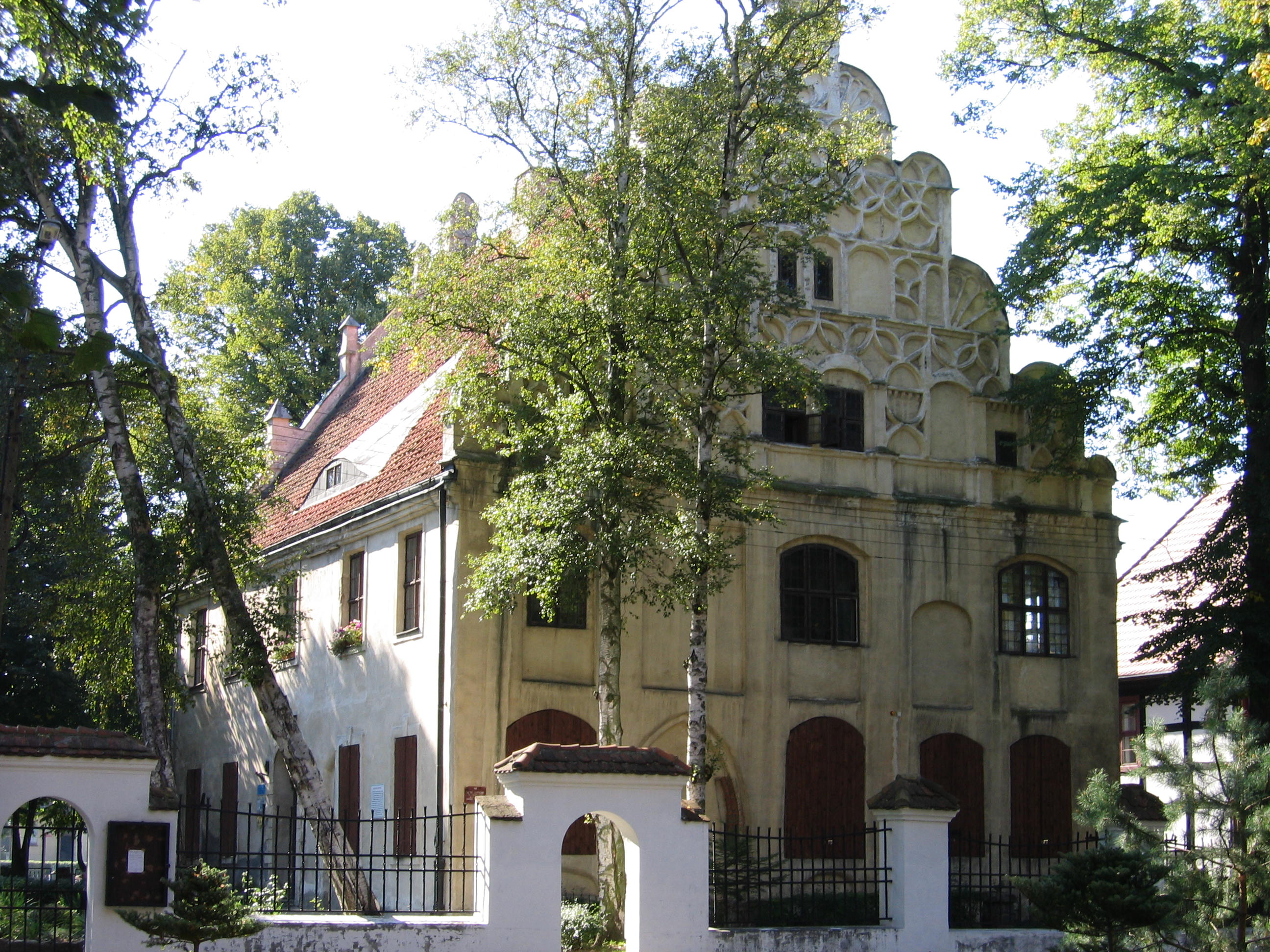
Biskopspalatset

- S:t Johanneskatedralen var 1535-1945 stadens protestantiska kyrka och är sedan 1946 församlingskyrka för stadens katolska församling. Katedralen är dessutom konkatedral i Sczecin-Kamieńs katolska ärkestift, vars huvudsäte är Jakobskatedralen i Szczecin. Byggnaden började uppföras 1175 och stod färdig 1385. Den nuvarande västfasaden uppfördes 1936. Tornet är öppet för turister som utsiktsplats.
- Rådhuset uppfördes ursprungligen i mitten på 1300-talet och rekonstruerades efter andra världskriget.
- Korsvirkeshus vid stadens torg.
- Den medeltida stadsmuren är delvis bevarad.
- Piastporten, porttorn från 1300-talet, idag stadens regionmuseum.
- Biskopspalatset vid domkyrkan, uppfört omkring 1300 som biskoparnas lokala residens i Cammin. Palatset byggdes om 1568 av hertigen Johan Fredrik av Pommern i renässansstil. Huset används idag som katolskt kulturcentrum och historiskt museum för Powiat kamieński.
- Dekanhuset, även kallat Kleisthaus.
- Nikolaikyrkan uppfördes på 1500-talet och restaurerades efter andra världskriget.

## Kommunikationer
Kamień Pomorski är ändstation för den regionala järnvägslinjen mot Szczecin via Wysoka Kamieńska. Från stadens station finns även bussförbindelser mot Świnoujście via Dziwnów och Międzyzdroje, samt mot Goleniów.

## Vänorter
- Bromölla, Sverige
- Kowary, Polen
- Lünen, Tyskland
- Borgå, Finland
- Torgelow, Tyskland
- Grimmen, Tyskland

## Kända personer från orten
- Uwe Johnson (1934–1984), författare
- Ewald Georg von Kleist (1700–1748), fysiker
- Klausjürgen Wussow (1929–2007), skådespelare